# Етіґо Кадзуо
Етіґо Кадзуо (яп. 越後 和男, нар. 28 грудня 1965, Міє) — японський футболіст, що грав на позиції півзахисника.

## Клубна кар'єра
Грав за команду ДЖЕФ Юнайтед Ітіхара, Вегалта Сендай.

## Виступи за збірну
Дебютував 1986 року в офіційних матчах у складі національної збірної Японії. У формі головної команди країни зіграв 6 матчів.

## Статистика
Статистика виступів у національній збірній.
| Збірна Японії | Збірна Японії | Збірна Японії |
| Роки          | Ігри          | голи          |
| ------------- | ------------- | ------------- |
| 1986          | 3             | 0             |
| 1987          | 3             | 1             |
| Усього        | 6             | 1             |